# 윌 석세스 스포일 락 헌터
윌 석세스 스포일 락 헌터(Will Success Spoil Rock Hunter?)는 미국에서 제작된 프랭크 타쉬린 감독의 1957년 영화이다. 토니 랜들 등이 주연으로 출연하였고 프랭크 타쉬린 등이 제작에 참여하였다.
2000년, 이 영화는 미국 국립영화등기부의 보존물로 선정되었다.

## 출연

### 주연
- 토니 랜들
- 제인 맨스필드

### 조연
- 벳시 드레이크
- 조안 블론델
- 존 윌리엄스
- 헨리 존스
- 믹키 하지테이
- 딕 휘팅힐
- 앤 맥크레아
- 알베르토 모린
- 루이스 머시어

## 제작진
- 원작자: 조지 엑셀로드
- 의상: 찰스 르 마리